# Aeroporto de Confresa
O Aeroporto Confresa (IATA: CFO - ICAO: SJHG) foi construído em 14 de Setembro de 1985 e entrou em operação pelo serviço público desde 23 de Maio de 1989. Possui uma pista encascalhada de 1.100 metros e é para aeronaves de pequeno porte. Situa-se na região nordeste do estado de Mato Grosso, distante cerca de 1100 km da capital. O município foi criado na década de 70 a partir das atividades da Colonizadora Confresa de onde originou-se o nome da cidade. A partir do dia 2 de outubro de 2012 a Asta Linhas Aéreas inicia operações em Confresa com voos para Sinop e Cuiabá

## Características
- Latitude: 10º 38' 01" S
- Longitude: 051º 34' 02" W
- Piso: GRVL
- Sinalização:
- Pista sem balizamento noturno
- Companhias aéreas: SETE e Asta
- Distância do centro da cidade: 3 km
- Pista: 1100 m
- Distância aérea: Cuiabá 737 km; Brasília 693 km; São Paulo 1526 km; Curitiba 1661 km.